# Artur Bernardes
Artur da Silva Bernardes (Viçosa, 8 agosto 1875 – Rio de Janeiro, 23 marzo 1955) è stato un avvocato e politico brasiliano.
Fu presidente del Brasile dal 15 novembre 1922 al 15 novembre 1926.

## Biografia
Avvocato, Bernardes aderì al Partito Repubblicano di Minas Gerais e fu eletto deputato al Congresso del Minas Gerais, poi a quello nazionale, quindi fu governatore dello stesso stato dal 1918 al 1922.
Eletto presidente della Repubblica nel 1922, guidò il governo più agitato della I Repubblica e dovette mantenere lo stato d'assedio proclamato dal suo predecessore Epitácio Pessoa.
Affrontò due sollevazioni del Movimento Tenentista (movimento militare progressista), ostile al regime oligarchico: la rivolta del forte di Copacabana, guidata dai tenenti Eduardo Gomes e Siquera Campos (1922), e la rivolta paulista (1924-1927), che definì un programma politico dettagliato e propose una serie di riforme (voto segreto, istruzione primaria obbligatoria, centralizzazione del potere e limitazione dei poteri dell'esecutivo).
Nel 1926 ritirò il Brasile dalla Società delle Nazioni per non aver ottenuto un seggio permanente nel Consiglio della SdN.